# هیپرپرولینمی

## تیپ I
هیپرپرولینمی تیپ I جزء ناهنجاری‌های متابولیسم اسیدهای آمینه است.

### علائم بالینی
اغلب بدون علامت است.

### نقص آنزیمی
نقص در آنزیم پرولین اکسیداز.

### روش تشخیص
- اسیدهای آمینه پلاسما: پرولین بالا.
- اسیدهای آمینه ادرار: پرولین، هیدروکسی پرولین و گلیسین بالا.

### درمان
لازم نیست.

### آزمون تشخیص قبل از تولد
ندارد.

## تیپ II
هیپرپرولینمی تیپ II جزء ناهنجاری‌های متابولیسم اسیدهای آمینه است.

### علائم بالینی
عقب ماندگی ذهنی و تشنج؛ گاهی ممکن است بدون علائم باشد.

### نقص آنزیمی
نقص در آنزیم دلتا یک پیرولین ۵ کربوکسیلات دهیدروژناز.

### توارث ژنتیکی
اتوزوم مغلوب.

### میزان بروز
بسیار نادر.

### روش تشخیص
- اسیدهای آمینه پلاسما: پرولین بسیار بالا، پیرولین ۵ کربوکسیلات بالا.
- اسیدهای آمینه ادرار: پرولین، هیدروکسی پرولین و گلیسین بالا، پیرولین ۵کربوکسیلات بالا.

### درمان
ناشناخته / لازم نیست.

### آزمون تشخیص قبل از تولد
ندارد.